# Вахрушев, Алексей Алексеевич
Алексей Алексеевич Вахрушев (род. 23 апреля 1942, д. Гляевская, Вилегодский район, Архангельская область) — советский и российский тренер по лёгкой атлетике, Почётный гражданин города Котласа.

## Биография
Алексей Алексеевич Вахрушев родился 23 апреля 1942 года в деревне Гляевская Вилегодского района Архангельской области. В 1964 году окончил Архангельский педагогический институт и начала работать учителем физического воспитания в школе № 91 посёлка Вычегодский. Позднее стал тренером в детской спортивной школе Северной железной дороги. 
Команды воспитанников Алексея Алексеевича были неоднократными победителями соревнований различных масштабов. Л. Бугинская стала серебряным призером на Всесоюзных соревнованиях дружбы в 1983 году, В. Петровский был чемпионом Советского Союза в метании мяча. Евгения Бурдакова на этом же соревновании, но в 1986 году стала чемпионкой по многоборью, а также в беге на 500 метров и заняла призовое место в метании мяча. Лариса Бугинская и Евгения Бурдакова в 1988 году попали в десятку лучших легкоатлетов-юниоров СССР. 
Вахрушев также был первым тренером Заслуженного мастера спорта России, обладательницы кубка мира по спортивной ходьбе 1997 года Тамары Коваленко, а также Мастера спорта международного класса по прыжкам в длину Сергея Заозерского и Мастера спорта по сверхмарафонскому бегу Николая Громова. Среди прочих менее известных его воспитанников ― десятки учителей физкультуры и тренеров. 
С 1966 по 1997 год Вахрушев возглавлял спортивно-трудовой лагерь «Факел». При деятельном участии тренера в посёлке Вычегодский в 1970 году был построен стадион. В 1970 году был награждён медалью «За доблестный труд. В ознаменование 100-летия со дня рождения В.И.Ленина», а в 1986 году Алексею Алексеевичу было присвоено звание «Почётный железнодорожник». Также неоднократно признавался лучшим тренером Котласа. 
26 июля 2001 года решение собрания депутатов города Котласа А. А. Вахрушеву было присвоено звание «Почетный гражданин Котласа». 
В 1997 году завершил тренерскую карьеру. Ныне проживает возле посёлка Вычегодский, спортом не занимается, увлекается резьбой по дереву.